# پیش‌تخت‌کفل
پیش‌تخت‌کفل (نام علمی: Proplanicoxa) نام یک سرده از راسته پرنده‌کفلان است.